# Fascellina punctata
Fascellina punctata là một loài bướm đêm trong họ Geometridae.